# Scolecenchelys godeffroyi
Scolecenchelys godeffroyi is een straalvinnige vissensoort uit de familie van slangalen (Ophichthidae). De wetenschappelijke naam van de soort is voor het eerst geldig gepubliceerd in 1909 door Regan en vernoemd naar Johan Cesar Godeffroy.